# 440
440 (CDXL) je bilo prestopno leto, ki se je po julijanskem koledarju začelo na ponedeljek.

## Dogodki
- 1. januar
- Vandali napadejo Sicilijo.

## Rojstva
- Hilderik I., kralj Salijskih Frankov († 481 ali 482).